# Port-Valais
Port-Valais (literalmente Puerto Valais) es una comuna suiza del cantón del Valais, ubicada en el distrito de Monthey.

## Geografía
Limita al norte con el lago Lemán y la comuna de Vevey (VD), al este con Noville (VD) y Chessel (VD), al sur con Vouvry, y al oeste con Saint-Gingolph.
Las localidades que pertenecen a la comuna son Le Bouveret y Les Evouettes.

## Transportes
Ferrocarril
En la comuna hay dos dependencias ferroviarias, la estación de Le Bouveret que es la principal de la comuna, y el apeadero de Les Evouettes que da servicio a la localidad homónima.